# Kinga Dunin

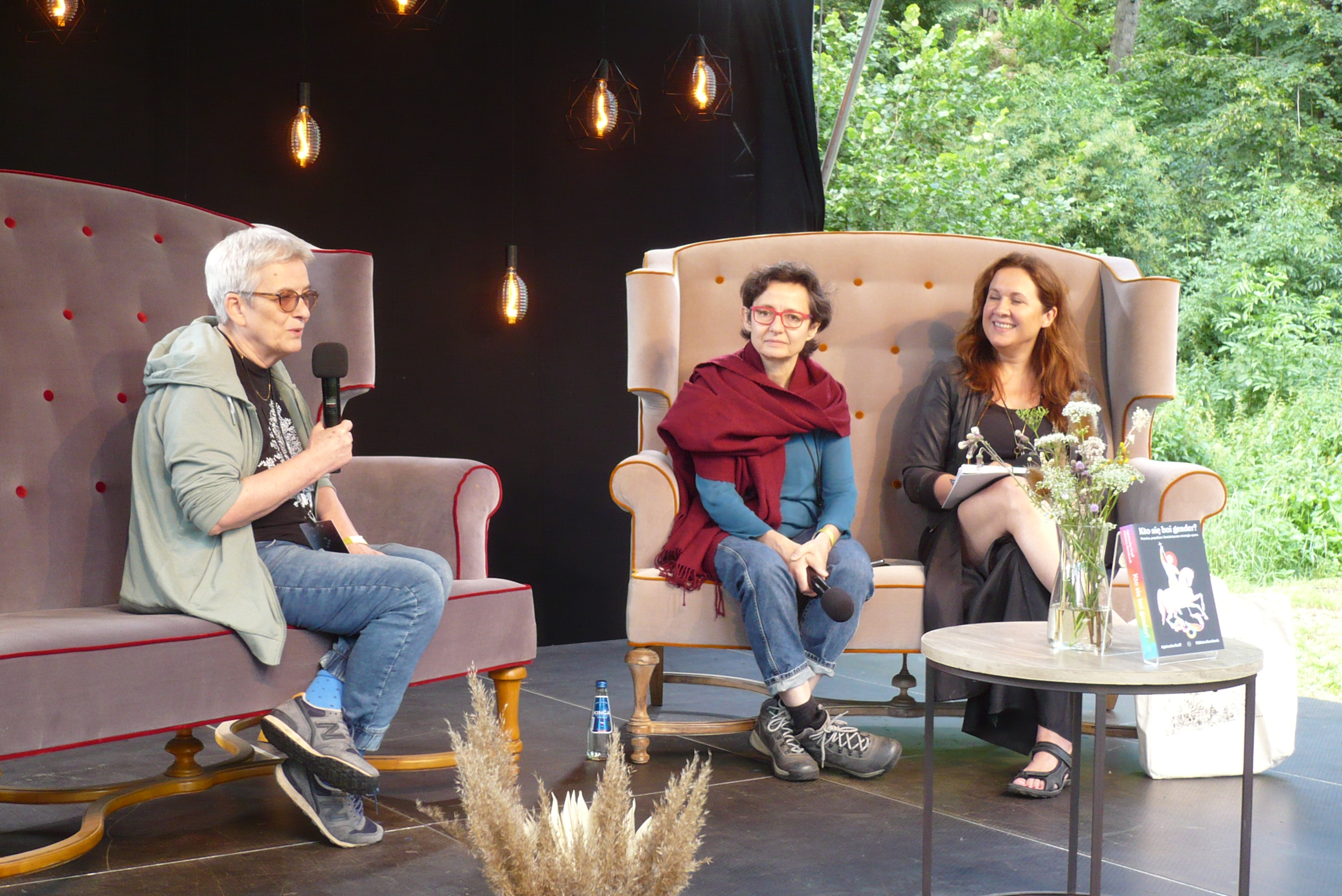
Kinga Dunin, Agnieszka Graff, Elżbieta Korolczuk, VIII Festiwal Góry Literatury, 2022

Kinga Dunin, właśc. Kinga Maria Dunin-Horkawicz (ur. 25 kwietnia 1954 w Łodzi) – polska publicystka, pisarka, krytyczka literacka, socjolożka kultury, feministka. Jedna z głównych postaci środowiska „Krytyki Politycznej”.

## Życiorys
Córka Janusza Dunina-Horkawicza i Cecylii z d. Jastrzębskiej, polonistów i bibliotekoznawców, urodzona w Łodzi. Absolwentka tamtejszego IV Liceum Ogólnokształcącego im. Emilii Sczanieckiej, następnie studentka socjologii kultury na Uniwersytecie Łódzkim, tytuł magistra uzyskała w 1977. Od tegoż roku współpracowniczka KOR oraz Niezależnej Oficyny Wydawniczej, brała także udział w organizacji i spotkaniach Uniwersytetu Latającego oraz SKS. Po wprowadzeniu stanu wojennego w nocy 13 grudnia 1981 została internowana wraz z mężem, a ich półroczny syn został umieszczony w izbie dziecka.
Autorka felietonów pisanych do Wysokich Obcasów (dodatku Gazety Wyborczej), licznych publikacji i opracowań naukowych (m.in. współautorka i współredaktorka pracy socjologicznej Cudze problemy. O ważności tego, co nieważne.). W 1996 wydała powieść Tao gospodyni domowej, następnie Tabu i Obciach. W 2001 jej książka Karoca z dyni znalazła się w finałowej siódemce Nagrody Literackiej Nike. W 2004 otrzymała na Uniwersytecie im. Adama Mickiewicza w Poznaniu stopień doktora nauk humanistycznych w zakresie literaturoznawstwa na podstawie napisanej pod kierunkiem Przemysława Czaplińskiego dysertacji Czytając Polskę. Literatura po roku 1989 wobec dylematów nowoczesności.
W TVP1 współprowadziła z Tomaszem Łubieńskim i Witoldem Beresiem program kulturalny Dobre Książki, następnie przeniesiony do TVP Kultura pod tytułem Lepsze Książki ze Sławomirem Sierakowskim i Cezarym Michalskim.
Do 2012 przez wiele lat wykładała socjologię medycyny na Warszawskim Uniwersytecie Medycznym (dawniej Akademii Medycznej). Należy do Partii Zieloni, była członkinią Sądu Koleżeńskiego tej partii. Była panelistką na pierwszym Międzynarodowym Kongresie Ruchu Odrodzenia Żydowskiego.

## Książki
- 1991: Cudze problemy. O ważności tego, co nieważne. Analiza dyskursu publicznego w Polsce, Ośrodek Badań Społecznych, Warszawa, ISBN 83-900560-0-3 (współredakcja z Markiem Czyżewskim i Andrzejem Piotrowskim)
- 1996: Tao gospodyni domowej, OPEN, Warszawa, ISBN 83-85254-38-2
- 1998: Tabu, Wydawnictwo W.A.B., Warszawa, ISBN 83-87021-42-3
- 1999: Obciach, Wydawnictwo W.A.B., Warszawa ISBN 83-88221-08-6
  - wydanie drugie: 2005 ISBN 83-7414-018-6
- 2000: Karoca z dyni, Sic!, Warszawa, ISBN 83-86056-84-3
- 2002: Czego chcecie ode mnie, "Wysokie Obcasy"?, Sic!, Warszawa, ISBN 83-88807-17-X
- 2004: Czytając Polskę. Literatura polska po roku 1989 wobec dylematów nowoczesności, Wydawnictwo W.A.B., Warszawa, ISBN 83-89291-95-9
- 2007: Zadyma, Wydawnictwo Literackie, Kraków, ISBN 978-83-08-03977-9

## Życie prywatne
Była żoną Sergiusza Kowalskiego, ma syna Stanisława Dunin-Horkawicza. W młodości jej partnerem był Ludwik Dorn.